# 할인채
할인채(割引債)는 이자가 붙지않지만 채권가격이 액면가격보다 낮은 채권이다. 15세기 르네상스 시대 때 처음 등장한 이후로 계속 이용된 이자 지급 방법이며, 한국에서 할인채가 적용되는 대표적인 예로는 1년 만기 은행채, 통화안정증권, 장기신용채 등이 있다.

## 공식
- 약정 액면가/( 1 + 매매수익률 )n